# HMAS Albany
Le HMAS Albany (ACPB 86), nommé d’après la ville d’Albany, en Australie-Occidentale, est un patrouilleur de classe Armidale de la Royal Australian Navy (RAN).

## Conception et construction
Les patrouilleurs de la classe Armidale mesurent 56,8 mètres de long, avec une largeur de 9,7 mètres, un tirant d'eau de 2,7 mètres et un déplacement standard de 270 tonnes. Leur coque en V est fabriquée en alliage d’aluminium, et chaque navire est construit selon une combinaison des normes Det Norske Veritas pour les engins légers à grande vitesse et des exigences de la RAN. Les patrouilleurs de classe Armidale peuvent se déplacer à une vitesse maximale de 25 nœuds (46 km/h) et sont propulsés par deux arbres d'hélice, chacun relié à un moteur Diesel MTU 16V M70. Les navires ont une autonomie de 3000 milles marins (5600 km) à une vitesse de 12 nœuds (22 km/h), ce qui leur permet de patrouiller autour des territoires lointains de l’Australie. Ils sont conçus pour des patrouilles standards de 21 jours, avec une autonomie maximale de 42 jours,.
L’armement principal des patrouilleurs de classe Armidale est un affût stabilisé de canon Rafael Typhoon, équipé d’un canon mitrailleur de 25 millimètres M242 Bushmaster. Deux mitrailleuses de 12,7 millimètres (0,50 pouce) sont également transportées. Les opérations d’embarquement sont effectuées par deux bateaux pneumatiques semi-rigides (RHIB) de 7,2 mètres propulsés par hydrojet. Chaque RHIB est stocké dans son bossoir dédié, et est capable d’opérer indépendamment du patrouilleur car il transporte son propre équipement de communication, de navigation et de sécurité,.
Chaque patrouilleur dispose d’un équipage standard de 21 personnes, avec un maximum de 29 personnes,,. Les patrouilleurs de classe Armidale n’ont pas d’équipage affecté en permanence. Au lieu de cela, ils sont affectés à des divisions dans un rapport de deux navires pour trois équipages, ce qui fait tourner les navires et leur permet de passer plus de temps en mer, sans compromettre le temps de repos des marins ou les exigences de leur formation. Un compartiment d’hébergement auxiliaire de 20 couchettes a été inclus dans la conception pour le transport de soldats, de pêcheurs illégaux ou d’immigrants clandestins arrêtés. Dans les deux derniers cas, le compartiment peut être fermé de l’extérieur. Cependant, un dysfonctionnement dans les installations de traitement des eaux usées à bord du HMAS Maitland en août 2006 a envoyé du sulfure d'hydrogène et du monoxyde de carbone dans le compartiment, intoxicant quatre marins travaillant à l’intérieur, sans causer leur mort. Après cela, l’utilisation du compartiment pour l’hébergement a été interdite dans toute la classe,.

## Historique opérationnel
Le HMAS Albany a été construit par Austal à son chantier naval de Henderson (Australie-Occidentale). Il a été commissionné dans la RAN le 15 juillet 2006 dans la ville dont il porte le nom.
Le HMAS Albany est affecté à la division Attack. Il est basé à Darwin et effectue des patrouilles de protection des frontières et de protection des pêches.
En novembre 2007, le HMAS Albany fait une escale de 48 heures à Nouméa, en Nouvelle-Calédonie. Il a réalisé un exercice au large avec le patrouilleur français La Moqueuse, en service depuis vingt ans. Dès leur appareillage, les deux navires ont été assaillis par des embarcations légères du détachement de fusiliers marins de la base navale de Nouméa, simulant un abordage. Les deux équipages ont été rappelés au poste de combat afin de se protéger.
En août 2021, le HMAS Albany a été remis à l’eau après d’importants travaux de maintenance réalisés à Cairns par Thales. 80% des travaux de maintenance avaient été sous-traités à l’industrie locale. Le HMAS Albany était le quatrième ACPB à avoir fait l’objet de tels travaux au cours des 18 derniers mois. Ce soutien de Thales garantit une disponibilité opérationnelle maximale des 12 ACPB opérant dans les régions du Nord et du Nord-Est de l’Australie. La RAN exploite ces bateaux à l’appui de l’opération Sovereign Borders (OSB), une mission de protection des frontières dirigée par la Force de défense australienne (ADF) visant à lutter contre le trafic d'êtres humains en mer.